# Hyperboreus Lacus
Hyperboreus Lacus és una característica d'albedo a la superfície de Mart, localitzada amb el sistema de coordenades planetocèntriques a 74.83 ° latitud N i 300 ° longitud E. El nom va ser aprovat per la UAI l'any 1958 i fa referència a Hiperbòria, regió situada a les desconegudes terres del nord.